# Торседор

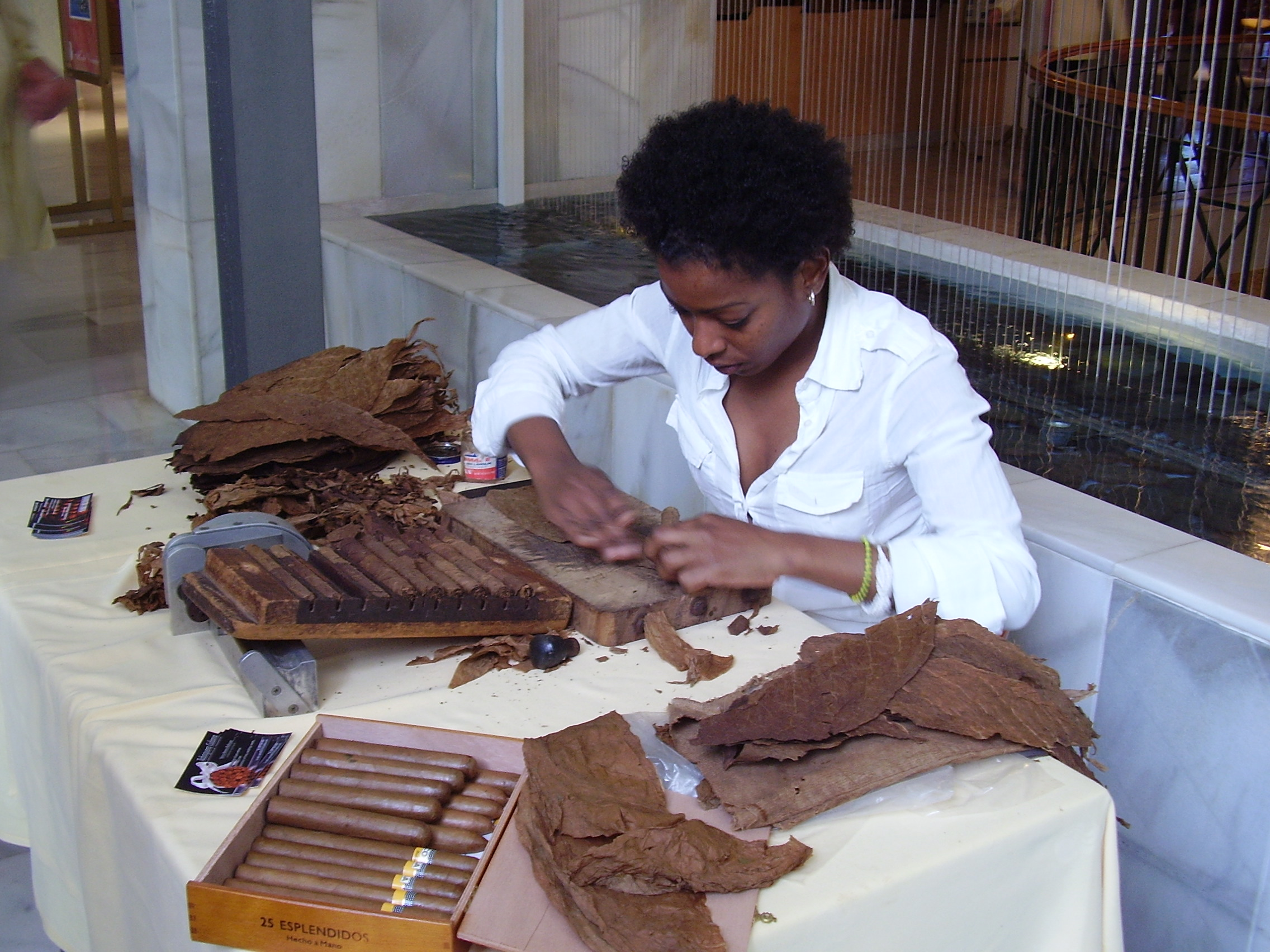

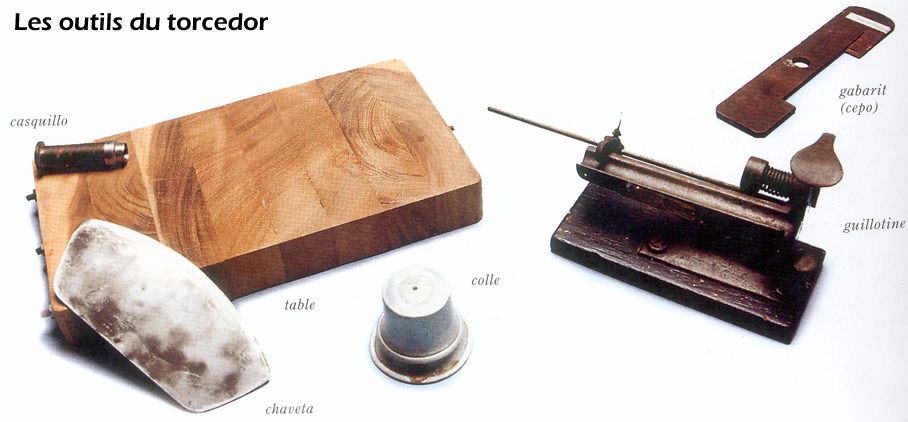
Инструменты торседора

Торседор (исп. torcedor) — крутильщик сигар, специалист, который на фабрике вручную из листьев табака скручивает сигары. В день торседор успевает изготовить до 200 сигар.
У торседоров есть свои разряды, которые показывают уровень их мастерства. Считается, что 1-й и 2-й разряды — это ученики. Обладателями 3-го и 4-го разряда являются большинство торседоров. Более старшие разряды встречаются реже, так как от них требуется выполнения более сложных работ. Торседоры 5-го и 6-го разрядов выполняют сигары сложных форм, например figurado.
Торседор среднего уровня способен за один рабочий день сделать 120 сигар. Для приготовления начинки используется от 3 до 5 листов. Количество применяемых листов зависит от нескольких факторов, в частности, от размеров сигары и от того, какой вид табака применяется для данного сорта сигар.
Стоит сказать, что если сигара имеет простую форму, то разряд торседора на качество её скрутки не влияет.